# الارسیا
الارسیا (به اسپانیایی: Alarcia) یک منطقهٔ مسکونی در اسپانیا است که در رابه د لاس کالساداس واقع شده‌است.

## خصوصیات
الارسیا ۱۵ کیلومترمربع مساحت و ۶۳ نفر جمعیت دارد و ۱٬۱۷۷ متر بالاتر از سطح دریا واقع شده‌است.